# قناة الإنتر
قناة الإنتر (بالإيطالية: Inter Channel)‏ هي قناة فضائية مشفرة، تأسست يوم 20 سبتمبر 2000، يديرها إدواردو كالدارا، وهي مكرسة كليا لنادي إنتر ناسيونالي ميلانو، وهي تبث من مركز أنجلو موراتي الرياضي مقر النادي. تقدم القناة مقابلات حصرية مع اللاعبين والمدربين والموظفين وأنصار النادي، وكذلك ينقل حصريا مباريات النادي في الدوري الإيطالي ودوري أبطال أوروبا، بالإضافة إلى أخبار كرة القدم العالمية ووبرامج خاصة.

شعار قناة إنتر ميلان.